# Ján Hučko
Ján Hučko (Ótura, 1929. március 7. – 2001. március 21.) szlovák történész, egyetemi oktató.

## Élete
Pék családba született. A tanári akadémia befejezése után a Comenius Egyetem Tanári Karán végzett történelem-szlovák szakon. Ugyanitt maradt mint szakmai asszisztens. 1958-tól a csehszlovák történelem és levéltári tanszéken kezdett dolgozni. 1978-ban Miloš Gosiorovský professzor halála után a tanszék vezetője lett és azt 15 éven át irányította.
1962-től a tudományok kandidátusa, 1967-től docens. 1976-tól a történelemtudományok doktora, 1979-től professzor.
Elsősorban a szlovák nemzeti megújhodás időszakával és személyiségeivel foglalkozott.

## Elismerései
- Pavol Križka emlékérem
- Comenius Egyetem Ezüstérme
- Comenius Egyetem Aranyérme

## Művei
- 1965 Gašpar Fejérpataky-Belopotocký
- 1970 Michal Miloslav Hodža
- 1974 Sociálne zloženie a pôvod slovenskej obrodeneckej inteligencie
- 1978 Ctibor Zoch
- 1984/1988 Život a dielo Ľudovíta Štúra
- 1994 Slovenská jar